# 喜马拉雅水龙骨
喜马拉雅水龙骨（学名：Polypodiodes hendersonii），为水龙骨科水龙骨属下的一个植物种。